# 裴子通
裴子通（510年—590年6月4日），字叔灵，河东郡闻喜县（今山西省运城市闻喜县）人，出自河东裴氏的中眷裴第一房，东魏汾州诸军事、汾州刺史、散骑常侍、太府卿裴良第四子，北魏、东魏、北齐官员。

## 生平
裴子通以员外散骑侍郎为起家官，永安末年，大都督贺拔岳率领军队讨伐关西叛军，裴子通以本官出任贺拔岳参军事，很快出任步兵校尉，加号镇远将军，行台尔朱天光又引荐裴子通担任大司马记室参军。魏军返回后，裴子通出任辅国将军、谏议大夫，因为父亲去世而离职，后出任右将军、正平郡太守、正平郡都督。大丞相高欢巡查函谷关，裴子通前往拜谒，受到高欢的优待，高欢命令裴子通作为使者监察各军营，又总知机要，出任大行台。天保二年（551年），广陵归附北齐，裴子通出任右将军、广州别驾，前往安抚。天保七年（556年），裴子通的母亲天水赵氏去世，裴子通在母亲坟墓旁边结庐帐，哭泣没有节制，眼睛失明，很快有白鸟在坟树上筑巢。裴子通兄弟八人都以孝悌友爱知名，齐文宣帝高洋诏令表彰裴家家门，同乡人直到唐朝都称他们家为“义门裴氏”。河清二年（563年），裴子通回朝担任大理寺直，加平东将军。天统三年（567年），裴子通升任骠骑大将军、赵州长史。武平初年，裴子通出任中散大夫、十州大使，巡查各地风俗，又转任太中大夫，因为患病回到家乡。开皇十年四月四月廿六日（590年6月4日），裴子通在阳城乡丰义里去世。虚岁八十一。开皇十一年岁次辛亥十一月己卯朔七日乙酉（591年11月28日）与夫人河南元氏合葬于汾亙旧墓。裴子通墓志与其兄裴子诞、其弟裴子休三人的墓志由山西省运城地区博物馆在1992年9月从民间征集，现藏河东博物馆。

## 家庭

### 祖父
- 裴保欢，北魏秀才[1]

### 父母
- 裴良，东魏汾州诸军事、汾州刺史、散骑常侍、太府卿，赠吏部尚书、尚书仆射[1]
- 天水赵氏，北魏宁远将军、秦州别驾、陇西天水二郡太守赵宾育之女[1]

### 兄弟姐妹
- 裴恳，北魏直后[1]
- 裴子诞，征虏将军、中散大夫[1]
- 裴子昇，荆州卫军府外兵参军[1]
- 裴叔祉，东魏司空右长史[1]
- 裴子休，隋朝使持节、仪同大将军、怀戎县子[1]
- 裴子阐，镇西将军、徐州道行台郎中、郢州别驾[1]
- 裴辅翼，开府参军事[1]
- 裴绛辉，嫁镇远将军、步兵校尉荧阳郑长休[1]
- 裴玉辉，嫁卫将军、右光禄大夫京兆杜穆[1]
- 裴琰辉，嫁散骑侍郎、平南将军赵郡李慎[1]

### 夫人
- 河南元氏，北魏安定王元超之女[1]

### 子女
- 裴棱，字神道，岳州南安县县令[1]
- 裴俶，字虔道，洛州司户参军事，过继给二伯裴子诞[1]
- 裴深，字玄道，奉承郎[1]
- 裴偘，字政道[1]
- 裴戎，字濬道[1]
- 裴宽，字弘道[1]